# Глинянка (Росія)
Глиня́нка (рос. Глинянка) — село у складі Шелопугінського району Забайкальського краю, Росія. Адміністративний центр Глинянського сільського поселення.

## Населення
Населення — 184 особи (2010; 244 у 2002).
Національний склад (станом на 2002 рік):
- росіяни — 98 %